# Jewgeni Wadimowitsch Konnow
Jewgeni Wadimowitsch Konnow, auch Evgeny Konnov (russisch Евгений Вадимович Коннов, * 19. November 1992 in Chirchiq, Usbekistan) ist ein russischer Pianist.

## Leben
Konnow begann seinen Klavierunterricht im Alter von vier Jahren bei Natalia Krivosheina in Taschkent. Von 1999 bis 2007 besuchte er die Gnessin-Musikschule in Moskau, Russland bei Tatiana Sarkisians. Von 2008 bis 2012 studierte er am Akademischen Musikcollege des staatlichen Moskauer Tschaikowski-Konservatoriums bei Natalia Syslova. Seit 2012 führte Konnov seine musikalische Ausbildung in Deutschland fort, zunächst an der Robert Schumann Hochschule Düsseldorf bei Georg Friedrich Schenck und von 2013 bis 2021 bei Evgenia Rubinova am Leopold Mozart College of Music der Universität Augsburg. Parallel zu seinem Studium in Augsburg studierte er von 2017 bis 2021 bei Albert Mamriev an der Akademie „Neue Sterne“ in Hannover. Von 2019 bis 2022 studierte Konnov bei Jan Gottlieb Jiracek von Arnim an der Universität für Musik und darstellende Kunst Wien, Österreich. Von 2022 bis 2024 studierte Evgeny Historische Tasteninstrumente bei Christoph Hammer am Leopold Mozart College of Music der Universität Augsburg. Seit 2024 ist Evgeny Haupfach-Klavierlehrer am Leopold Mozart College of Music der Universität Augsburg.
Konnow spielt Konzerte in Spanien (Auditorio Nacional de Música, Auditorio de Tenerife, Auditorio Manuel de Falla, Palau de la Música Catalana, Palacio Euskalduna), Deutschland (Gasteig), Rumänien (Athenäum (Bukarest)), Südafrika (Linder Auditorium in Johannesburg, Playhaus in Durban), Portugal (Casa da Música), Russland (Der Große Saal des Moskauer Konservatoriums), Frankreich (Salle Cortot in Paris), Italien (Teatro Dal Verme), Österreich (Wiener Konzerthaus), Brüssel (Flagey Building), Japan (Act City Hamamatsu), den Niederlanden, Polen, Malta, Uzbekistan, und Marokko.
Er spielte als Solist mit dem Orquesta Sinfónica de Tenerife, dem Bilbao Orkestra Sinfonikoa, dem Orquesta Sinfónica de Madrid, dem City of Granada Orchestra, dem Jove Orquestra Nacional de Catalunya, dem Johannesburg Philharmonic Orchestra, dem KwaZulu-Natal Philharmonic Orchestra, den Augsburger Philharmonikern, dem Orquestra Internacional „Virtuosos de Madrid“, dem Orchestra Filarmonica „Mihail Jora“, dem Orchestra Sinfonica Citta di Grosseto, dem Orchestra „Antonio Vivaldi“, dem Orchestra Sinfonica di Sanremo, dem Ryazan Symphonie Orchester, dem Philharmonischen Orchester Wernigerode, dem Wiener Stadtorchester, und dem Orquestra Filarmonica Portuguesa, George Enescu Philharmonic Orchestra. Er war der Artist in Residence für die Spielzeit 2020/2021 im Staatstheater Augsburg.
Sein Debütalbum erschien 2022 bei Naxos mit Klaviersonaten des katalanischen Komponisten Antonio Soler und wurde von der internationalen Presse hoch gelobt. Viele seiner Aufnahmen und Interviews wurden von Radio- und Fernsehsendern wie BBC Radio, Orpheus Radio, RTBF, augsburg.tv, TGR, Rossija K und anderen übertragen.

## Auszeichnungen (Auswahl)
Evgeny Konnov erhielt bereits erste Preise bei mehr als 30 internationalen Wettbewerben u. a. (Mitglieder der World Federation of International Music Competitions): 18. Compositores de España International Piano Competition in Las Rozas de Madrid (2017), 64. Maria Canals International Music Competition in Barcelona (2018), 31. International Ettore Pozzoli Piano Competition in Seregno (2019) und 14. Unisa Internationaler Klavierwettbewerb in Südafrika (2020).
Er nimmt auch als Jurymitglied an Wettbewerben wie Compositores de España International Piano Competition in Las Rozas de Madrid, Clavis Bavaria and A. Scriabin International Piano Competition in Grosseto
| Jahr | Wettbewerb                                                                             | Preis    |
| ---- | -------------------------------------------------------------------------------------- | -------- |
| 2016 | Rabat 12. Internationaler Klavierwettbewerb „Her Royal Highness Princess Lalla Meryem“ | 1. Preis |
| 2017 | Valletta Malta Internationales Klavierfestival und Wettbewerb                          | 1. Preis |
| 2017 | Las Rozas de Madrid 18. Compositores de España International Piano Competition         | 1. Preis |
| 2018 | Barcelona 64. Maria Canals International Music Competition                             | 1. Preis |
| 2018 | Cantù 28. Internationaler Klavierwettbewerb „Città di Cantù“                           | 1. Preis |
| 2019 | Grosseto 21. Internationaler Klavierwettbewerb „Alexander Scriabin“                    | 1. Preis |
| 2019 | Seregno 31. International Ettore Pozzoli Piano Competition                             | 1. Preis |
| 2020 | Pretoria 14. Internationaler Klavierwettbewerb „Unisa“                                 | 1. Preis |
| 2020 | Wien 2. Wien Internationaler Musikwettbewerb                                           | 1. Preis |
| 2022 | Wernigerode 7. Internationaler Musik Wettbewerb „Neue Sterne“                          | 1. Preis |
| 2023 | Sanremo 4. Internationaler Klavierwettbewerb „Russian Piano Music“                     | 1. Preis |
| 2024 | Verona 12. Internationaler Klavierwettbewerb „Città di Verona“                         | 1. Preis |